# Леново
Леново (болг. Леново) — село в Болгарии. Находится в Пловдивской области, входит в общину Асеновград. Население составляет 456 человек.

## Политическая ситуация
В местном кметстве Леново, в состав которого входит Леново, должность кмета (старосты) исполняет Атанаска Георгиева Янкова (Земледельческий народный союз (ЗНС)) по результатам выборов правления кметства.
Кмет (мэр) общины Асеновград — Христо Грудев Грудев (коалиция партий: Граждане за европейское развитие Болгарии (ГЕРБ), ВМРО — Болгарское национальное движение) по результатам выборов в правление общины.